# Lejeune (Québec)
Pour les articles homonymes, voir Lejeune.
Lejeune est une municipalité dans la municipalité régionale de comté du Témiscouata  au Québec (Canada), située dans la région administrative du Bas-Saint-Laurent.
Cette municipalité forme avec Saint-Juste-du-Lac et Auclair, plus à l'ouest, le Jal, une région géographique dont le territoire se situe à l'est du lac Témiscouata.
Colonisé à compter de 1931, ce territoire sera érigé en municipalité, en 1964, sous le nom de Saint-Godard-de-Lejeune. La paroisse, érigée canoniquement en 1968, prendra quant à elle le nom de Saint-Godard, tout simplement. On assistera au changement du nom de la municipalité en celui de Lejeune au début de 1991.

## Toponymie
On ignore le motif d'attribution de Lejeune, bien que l'on soupçonne qu'il puisse s'agir du père Paul Le Jeune (1591-1664), jésuite qui, accompagné d'un groupe d'Amérindiens, séjourna dans la région durant l'hiver 1633-1634. Le père Le Jeune était alors supérieur des Jésuites, à Québec. Quant à Saint-Godard, qui constituait une desserte dès 1937, ce nom rappelle un prêtre des Ve – VIe siècles, sacré évêque le même jour que saint Médard, en 530. Ces frères jumeaux, suivant la légende, ont également été élevés à la prêtrise au même moment. Comme saint Médard était déjà titulaire d'une paroisse du diocèse du Bas-Saint-Laurent, saint Godard ne devait pas demeurer en reste!

## Histoire
Lejeune est l'une des localités organisatrices du Ve Congrès mondial acadien en 2014.

## Géographie
La rivière Squatec délimite le nord-ouest de la municipalité où elle coule jusqu'à sa confluence avec la rivière Touladi à Saint-Michel-du-Squatec.
À partir de son crénon, dans le nord-est, la rivière Owen, un affluent du Grand lac Squatec, traverse la municipalité vers le sud. 

## Démographie
| 1996 | 2001 | 2006 | 2011 | 2016 | 2021 |
| ---- | ---- | ---- | ---- | ---- | ---- |
| 371  | 381  | 357  | 286  | 262  | 246  |

## Administration
Les élections municipales se font en bloc pour le maire et les six conseillers.
| Lejeune Maires depuis 2005                                                                                           |                   |         |          |
| Élection | Maire             | Qualité | Résultat |
| 2005 | Lucie Gilbert     |         | Voir     |
| 2009 | Lucie Gilbert     | Voir    |          |
| 2013 | Mélanie Veilleux  |         | Voir     |
| n/d | Pierre Daigneault |         | n/d      |
| 2017 | Pierre Daigneault | Voir    |          |
| 2021 | Pierre Daigneault | Voir    |          |
| Élection partielle en italique Depuis 2005, les élections sont simultanées dans toutes les municipalités québécoises |                   |         |          |

## Entreprises
On peut voir dans ce coin de pays Le Jeune Verger (verger de pommes) , Viv-Herbes (Plantes) , avec des érablières.